# 白楊街
白楊街（英語：Poplar Street）是香港九龍深水埗區一條街道，但大部份路段是屬油尖旺區的，道路名稱是取自植物的銀白楊，道路北面連接大埔道，而南面連接荔枝角道，並與柏樹街大致平行。
另外，白楊街設有巴士站，位於界限街27號與白楊街的街口之間，並是一個東行單向中途站。

## 附近設施
巴士站設在大南街休憩處及白楊街之間。

## 交匯道路
- 長沙灣道
- 鴨寮街
- 汝州街
- 基隆街
- 大南街
- 荔枝角道